# 800 (film)
800 (chiń. 八佰) – chiński dramat wojenny z 2020 roku wyreżyserowany przez Guan Hu. Film jest oparty na prawdziwych wydarzeniach z obrony magazynu Sihang w Szanghaju w 1937 roku przez chińskie oddziały Narodowej Armii Rewolucyjnej podczas bitwy o Szanghaj w toku II wojny chińsko-japońskiej.
Pierwotnie planowana na lipiec 2019 roku, chińska i ogólnoświatowa premiera filmu została ostatecznie przeniesiona na 21 sierpnia 2020 roku. Film odniósł duży sukces komercyjny i zebrał uznanie krytyków, zarabiając 461 milionów dolarów na całym świecie, co czyni go drugim najbardziej dochodowym filmem 2020 roku.

## Fabuła
Na wczesnym etapie II wojny chińsko-japońskiej Cesarska Armia Japońska atakuje Szanghaj. Po powstrzymaniu Japończyków na ponad 3 miesiące i poniesieniu dużych strat, chińska armia zostaje zmuszona do odwrotu z powodu groźby okrążenia. Podpułkownik Xie Jinyuan z 524. pułku słabo wyposażonej 88 Dywizji Piechoty Narodowej Armii Rewolucyjnej staje na czele 452 młodych oficerów i żołnierzy w desperackiej obronie magazynów Sihang przed japońską 3 Dywizją Piechoty składającą się z około 20 000 żołnierzy w ostatnim samobójczym starciu z Japończykami w Szanghaju na mocy rozkazu generalissimusa Czang Kaj-szeka. Decyzja ta miała na celu podniesienie morale Chińczyków po utracie Pekinu i Tiencinu oraz pomogła uzyskać wsparcie ze strony mocarstw zachodnich, które mogły obserwować bitwę ze strefy koncesyjnej w Szanghaju po drugiej stronie rzeki.

## Obsada
- Huang Zhizhong jako Lao Hulu
- Oho Ou jako Duan Wu
- Wang Qianyuan jako Yang Guai
- Jiang Wu jako Lao Tie
- Zhang Yi jako Lao Suanpan
- Du Chun jako podpułkownik Xie Jinyuan
- Vision Wei jako Zhu Shengzhong
- Li Chen jako żołnierz
- Yu Haoming jako Shangguan Zhibiao, dowódca kompanii
- Zhang Junyi jako Xiao Hubei
- Zhang Cheng jako dowódca kompanii Lei Xiong
- Zhang Youhao jako Xiao Qiyue
- Yu Kailei jako Luo Yangchan
- Zheng Kai jako Chen Shusheng, zastępca dowódcy drużyny
- Tang Yixin jako Yang Huimin
- Hideo Nakaizumi jako pułkownik Konoe Isao
- Li Jiuxiao jako Dao Zi
- Hou Yong jako profesor
- Liang Jing jako profesora żona
- Xu Jiawen (Augusta Xu-Holland) jako Eva
- Xin Baiqing jako Fang Xingwen
- Cao Weiyu jako Yu Hongjun
- Liu Xiaoqing jako siostra Rong
- Yao Chen jako He Xiangning
- Huang Xiaoming jako korespondent wojenny

## Produkcja
Guan Hu przygotowywał się do realizacji filmu przez 10 lat. 800 to pierwszy chiński film nakręcony w całości w technologii IMAX. Zespół produkcyjny zbudował prawdziwy zespół 68 budynków o powierzchni 133 333 m² jako atelier w Suzhou w prowincji Jiangsu we wschodnich Chinach. Cały budżet filmu wyniósł 550 000 000 renminbi (80 000 000 USD).
Zdjęcia rozpoczęły się 9 września 2017 roku, a zakończyły 27 kwietnia 2018 roku.